# Camp de Guantánamo
Pour les articles homonymes, voir Guantánamo.
Le camp de Guantánamo est une prison militaire de haute sécurité située sur la base navale américaine de Guantánamo, dans le sud-est de Cuba. Y sont détenues des personnes qualifiées de « combattant illégal », capturées par les forces armées des États-Unis dans les différentes opérations qu'elle mène à l'étranger (Afghanistan, Irak, etc.) contre des militants et terroristes islamistes. Le choix de ce centre situé à Cuba sur une base militaire américaine est justifié par le président George W. Bush afin de fonder juridiquement la décision de refuser de soumettre les détenus au système judiciaire fédéral américain, prenant appui sur l'extraterritorialité de la base.
Le camp est créé en 2001 et connaît un pic de détenus au début des années 2000, à la suite de quoi le nombre de personnes enfermées baisse régulièrement, jusqu'à atteindre 15 personnes en 2025. Au total, près de 800 détenus sont passés par le camp de Guantánamo, dont des mineurs. Une étude de l'armée américaine affirme qu'au moins trente anciens détenus de Guantánamo ont été capturés lors de combats en Afghanistan, au Pakistan ou en Irak, et que 95 % d'entre eux constituent une menace pour les « intérêts américains » en raison de leur affiliation à la mouvance islamiste. 
Ce lieu de détention hors de tout cadre juridique attire les critiques de l'opinion publique internationale, des gouvernements et des associations de défense des droits de l'homme. De nombreux témoignages et documents font état de conditions de détention dégradantes et de l'emploi de techniques de torture sur des prisonniers,,. En juin 2006, la Cour suprême des États-Unis déclare illégales les procédures judiciaires d'exception mises en place à Guantánamo. 
Le 16 novembre 2008, le président Barack Obama confirme son intention de fermer le camp. Il ne peut toutefois pas tenir sa promesse en raison de contraintes juridiques invoquées par le gouvernement américain. En septembre 2015, le secrétaire à la Défense des États-Unis avance ainsi que certains des prisonniers de Guantánamo doivent rester détenus indéfiniment. L'activité du camp se poursuit sous les administrations présidentielles suivantes (première présidence de Donald Trump et présidence de Joe Biden), avec un nombre plus faible de détenus.

## Historique

### Premières années

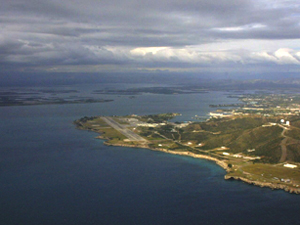
Vue aérienne de l'entrée de la baie de Guantánamo.

Ce centre de détention est situé sur un terrain de 121 km2, actuellement loué par le gouvernement des États-Unis au gouvernement de Cuba. Cette location est effective depuis le 23 février 1903, sous la présidence de Theodore Roosevelt, et est incessible sauf par consentement des deux parties. Un loyer - dérisoire - de 4 085 dollars américains est payé tous les ans par chèque. Le chef cubain Fidel Castro a toujours refusé d'encaisser ces paiements (sauf celui de la première année de la révolution en 1959), car il n'acceptait pas que l'un de ses plus grands ennemis dispose d'une base militaire sur son territoire. À ce jour, le gouvernement cubain n'encaisse pas ce loyer, afin de montrer l'occupation illégale des États-Unis de leur sol par un traité pris sous la contrainte. À l'origine, ce traité spécifie la destination de ce lieu exclusivement comme utilisation minière et navale, sa destination actuelle de camp de rétention est donc juridiquement illégale[réf. nécessaire].
C'est de cette base (dont le sigle est JTF-GTMO pour Joint Task Force Guantánamo, ou simplement « Gitmo » pour les Américains), qu'en 1898, les États-Unis (qui comptaient à l'époque au plus fort de la guerre hispano-américaine 17 000 hommes à sa base de Santiago) avaient conquis Porto Rico avec 500 hommes, s'adjugeant ainsi la souveraineté de cette île des Caraïbes.
En 1994, les États-Unis fondent un camp de détention pour isoler les prisonniers haïtiens mêlés aux réfugiés du coup d'État. C'est ce même camp (que l'on appelle aujourd'hui camp X-Ray) qui commencera à accueillir les détenus soupçonnés de terrorisme fin 2001. Il est définitivement remplacé le 28 avril 2002 par le camp Delta.
En mai 2006, le groupe de défense des droits de l'homme Reprieve basé à Londres révèle dans le journal The Independent que plus de soixante détenus auraient été capturés alors qu'ils étaient mineurs.
Le 9 juin 2006, la veille du suicide de trois détenus, le président américain George W. Bush a affirmé dans une conférence de presse au Danemark sa volonté de mettre un terme au camp de Guantánamo et de travailler au rapatriement de certains détenus, ou au jugement par des tribunaux américains pour d'autres,. À la fin du mois, la Cour suprême des États-Unis annonce que les tribunaux militaires créés pour juger les détenus de Guantánamo sont illégaux. En juillet 2006, le secrétaire adjoint à la Défense, Gordon R. England, a indiqué aux militaires américains que les prisonniers de guerre étaient protégés par les conventions de Genève, ce qui signifie qu'ils ont droit à un procès équitable et juste.

### Guantánamo sous l'administration Obama
Le 22 janvier 2009, soit deux jours après son investiture comme nouveau président des États-Unis, Barack Obama signe un décret présidentiel ordonnant la fermeture du camp. Cette mesure est censée être effective dans un délai d'un an, mais la fermeture pose en particulier des problèmes de nature juridique, comme le fait que des aveux ont été obtenus « sous contrainte », créant ainsi un vice de procédure, ce qui pourrait conduire la justice américaine à libérer des condamnés, dont Khalid Cheikh Mohammed qui a été jugé responsable des attentats du 11 septembre 2001. La prison de haute sécurité de la petite ville de Thomson dans l'Illinois, construite en 2001, mais dont les 2 800 cellules ne sont pas toutes remplies, doit être achetée par l'État fédéral. De nombreuses difficultés, tant politiques qu'administratives et juridiques, entravent la réalisation de la fermeture du camp de Guantánamo, qui compte toujours 171 prisonniers en janvier 2012, soit 10 ans après son ouverture. Le Congrès bloque en effet tout transfert des détenus extra-judiciaires vers le système judiciaire fédéral américain, Ahmed Khalfan Gailani ayant été le seul à être jugé par une cour ; ne reste alors, comme possibilité de jugement, que les commissions militaires instaurées par l'administration Bush, mais seuls six cas ont été jugés .
Néanmoins, fin janvier 2009, un juge militaire siégeant à l'une des commissions militaires de Guantánamo, institués par le Military Commission Act de 2002 afin de pouvoir juger hors du système judiciaire fédéral les détenus de Guantánamo, refusa d'obtempérer aux directives de l'administration Obama, qui requièrent la suspension des procès militaires jusqu'à nouvel ordre. Aussi, le juge militaire en chef à Guantánamo, le colonel James Pohl (en), décida que le procès d'Abd al-Rahim al-Nashiri, accusé d'avoir organisé l'attentat-suicide d'octobre 2000, au Yémen, contre le navire de guerre USS Cole, se poursuivrait.
Al-Nashiri est l'un des trois détenus, avec Khalid Shaikh Mohammed et Abou Zoubaydah, qui ont été reconnus avoir été soumis à la torture par l'eau (waterboarding), par le directeur de la CIA, Michael Hayden, le 6 février 2008,,. Al-Nashiri fut transféré à Guantánamo fin 2006, puis accusé en décembre 2008 par une commission militaire,.
Devant l'opposition du Congrès, dominé par les républicains, à ce que les détenus extra-judiciaires de Guantánamo soient jugés devant des juridictions fédérales, en partie en raison de la possibilité que ce dernier déclare nulles et non avenues les « preuves » obtenues sous la torture et libère par conséquent les détenus, Obama a été confronté à l'impossibilité de fermer Guantánamo. Ahmed Khalfan Gailani fut ainsi le seul à être transféré devant la justice fédérale, qui le condamna à la perpétuité pour avoir participé à l'organisation des attentats de Nairobi et Dar-es-Salaam en 1998. En conséquence, le président Obama tenta de libérer les détenus jugés les moins « dangereux » en passant des accords avec d'autres pays, notamment européens, où ceux-ci obtinrent le statut étrange d'asile sous surveillance. Par ailleurs, les procès devant les commissions militaires furent rétablis. Seuls six détenus furent cependant jugés devant celles-ci. En février 2012, Majid Khan, seul détenu à posséder un titre de séjour américain, acceptait de plaider coupable devant une telle commission, affirmant avoir rencontré à Karachi Khalid Shaikh Mohammed.
Le 1er septembre 2015, Ashton Carter, le secrétaire à la Défense des États-Unis (présidence de Barack Obama), déclare que « la raison pour laquelle il est compliqué de fermer Guantánamo est la suivante : certains des prisonniers qui sont là doivent être détenus indéfiniment, ils doivent simplement être enfermés », même si « [son] point de vue est qu’il serait bon, si c’est possible, de fermer Guantánamo, si cela peut être fait en toute sécurité ».
Le 23 février 2016, Barack Obama présente son plan pour la fermeture du camp de Guantánamo, qui n'aboutit pas à la fin de son mandat.

### Mandats ultérieurs
En janvier 2018, le président Donald Trump signe un décret ordonnant au Pentagone de maintenir les installations de Guantánamo ouvertes.
En janvier 2025, à la fin du mandat présidentiel de Joe Biden, 11 détenus sont renvoyés vers Oman. Le nombre de prisonniers encore enfermés dans le camp est ainsi réduit à 15. Parmi les détenus transférés, aucune des 11 personnes n'a jamais été inculpée ou condamnée,.
Dès le début de son second mandat la même année, Donald Trump annonce la signature d'un mémorandum demandant aux ministères de la Défense et de la Sécurité intérieure de préparer un centre pour 30 000 migrants à Guantánamo. L'annonce est décriée par Cuba.

## Installations

### Camp Delta
Le camp Delta est créé entre le 27 février 2002 et la mi-avril 2002. Il comprend 612 cellules sous la responsabilité de la police militaire américaine.
Le camp est subdivisé en six parties où les arrivants transitent selon leur degré de coopération. À partir du niveau quatre, les détenus ont accès à des avocats et peuvent aussi discuter librement sans témoin.

### Camp Iguana
Ce camp est plus petit, moins sécurisé et se trouve à un kilomètre du camp principal. Entre 2002 et 2003, trois adolescents de moins de 16 ans y sont détenus. Après leur libération en janvier 2004, il est fermé puis rouvert à la mi-2005 pour loger certains des 38 détenus qui n'ont pas été définis comme combattants illégaux par le Combatant Status Review Tribunals mais qui ne sont pas autorisés à partir pour raison de sécurité.

### Camp X-Ray

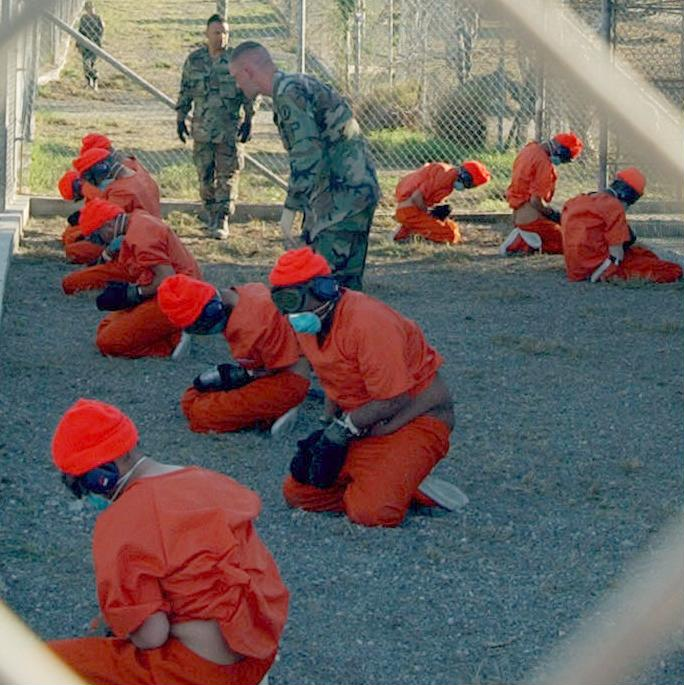
Détenus agenouillés dans le camp X-Ray, en combinaison orange, mains menottées, bandeau sur les yeux, casque sur les oreilles, masque sur le nez et la bouche, moufles aux mains pour annihiler toute sensation.

Ce camp est un camp de détention provisoire qui est fermé le 29 avril 2002, après quoi ses prisonniers sont transférés au camp Delta. Le nom de ce camp est encore parfois utilisé pour dénommer l'ensemble du complexe de détention.

### Campno7
Le camp no 7 est une installation secrète, gardée par la Task Force Platinum et révélée au grand public en 2008. Elle compte au moins seize détenus supposés d'importance, dont Khalid Sheik Mohammed mais aussi Abou Zoubaydah, qui, bien que non-membre d'Al-Qaïda, a été pris pour le no 3 de l'organisation par la CIA.

### Procès devant la commission militaire
Les audiences de la commission militaire, en présence des détenus comparaissant devant les juges se déroulent à « Camp Justice » dans des conditions d'accueil particulières, y compris pour les journalistes étrangers.

## Débats juridiques

### Légalité de la détention
La légalité de la détention des prisonniers est un sujet de polémique important.
Un décret présidentiel de George W. Bush autorise la détention sans limite et sans chef d'accusation, sur un territoire ne relevant pas (théoriquement) de la législation américaine, de tous les combattants illégaux capturés. L'administration Bush justifiait la détention extra-judiciaire en affirmant que les membres d'Al-Qaïda et les talibans n'étaient pas des combattants réguliers respectant les lois de la guerre. Cependant, le fait qu'il n'y ait pas de chef d'accusation peut être considéré comme rendant les détentions abusives.
Le 8 avril 2003, le représentant des États-Unis à la Commission des droits de l'homme des Nations unies réaffirme l'indépendance des juges, le respect du droit international et de la dignité humaine par son gouvernement. Il précise en outre que les détenus, étant des terroristes, ne sont pas des détenus de droit commun mais des combattants.

### Contestation du statut de combattant illégal
Le statut de combattant illégal a immédiatement été considéré au sein de la communauté internationale comme la création d'un vide juridique artificiel, destiné à priver les détenus des droits prévus par la IIIe Convention de Genève (prisonniers de guerre) ou de la IVe Convention de Genève (civils).
Le 10 novembre 2003, la Cour suprême des États-Unis a annoncé qu'elle statuerait sur la légalité ou non de la détention des combattants illégaux au sein de la prison de Guantánamo. Son verdict a été rendu le 28 juin 2004. Elle autorise les prisonniers de Guantánamo à contester leur statut de combattants illégaux devant les cours fédérales civiles. Mais cette décision ne statue pas sur la légalité du statut de combattants illégaux, ni sur les procédures de détention appliquées à Guantánamo. 
C'est ainsi que l'armée a créé des « tribunaux d'examen du statut d'ennemi combattant ». Mais le 31 janvier 2005, une juge fédérale américaine, Joyce Hens Green, du tribunal civil de Washington D.C., déclare inconstitutionnels ces tribunaux d'examens. Elle juge que le fait que l'armée empêche les suspects d'être assistés d'un avocat et que les suspects ne puissent connaître les chefs d'accusations qui sont portés contre eux est anticonstitutionnel. Quelques jours auparavant, un autre juge fédéral avait prononcé un verdict opposé à celui de la juge Joyce Hens Green. Il y a de fortes chances que le verdict final soit à nouveau rendu par la Cour suprême.
En juillet 2006, le secrétaire adjoint à la Défense américaine, Gordon England, a annoncé que tous les détenus des prisons militaires américaines devaient bénéficier de la protection des conventions de Genève. L'article 3 des conventions de 1949 dispose que les prisonniers capturés sur le front doivent être traités de façon humaine et doivent être jugés au cours d'un procès équitable devant « une cour régulièrement constituée offrant toutes les garanties judiciaires ».

### Un centre de détention contesté
Le 25 mai 2005, Amnesty International publie son rapport annuel dans lequel elle qualifie Guantánamo de « goulag moderne ». Sont également évoqués la multitude de centres de détention (black sites), plus ou moins du même type, que le gouvernement des États-Unis a mis en place en Irak et en Afghanistan, entre autres.
Le secrétaire à la Défense des États-Unis de l'époque, Donald Rumsfeld, conteste l'appellation de goulag, la jugeant extravagante. William Schultz, représentant d'Amnesty International à Washington, déclare qu'il ne faut pas considérer Guantánamo comme un goulag soviétique, mais qu'il y a tout de même des traits communs, comme le fait de maintenir au secret les détenus et de les placer en dehors du système judiciaire civil ou encore le fait que certains auraient été victimes de disparitions forcées.
Le 5 juin 2005, le sénateur démocrate Joe Biden, membre de la Commission des affaires étrangères du Sénat, demande la fermeture de Guantánamo, qui selon lui, est un danger pour les Américains dans le monde, car elle stigmatise et amplifie la haine existante du monde musulman contre les États-Unis.
Le 15 mars 2006, plus de 400 intellectuels, artistes et activistes du monde entier signent une pétition demandant la fermeture des centres de détention américains à Guantánamo. « La Commission des droits de l’homme [des Nations unies] ou le Conseil qui la remplacera doit exiger la fermeture immédiate de ces centres de détention arbitraire créés par les États-Unis et la cessation de toutes les flagrantes violations de la dignité humaine », lit-on dans cette déclaration. Le document porte la signature de plusieurs prix Nobel, dont José Saramago, écrivain portugais, Harold Pinter, dramaturge britannique, Nadine Gordimer, femme de lettres sud-africaine, Adolfo Perez Esquivel, intellectuel argentin, Rigoberta Menchu, dirigeante des Indiens guatémaltèques, Wole Soyinka, du Nigeria, Dario Fo, dramaturge italien.
En juin 2006, la Cour suprême des États-Unis estime, dans Hamdan v. Rumsfeld (en), que George W. Bush a outrepassé ses droits en instituant des tribunaux militaires d'exception et violé ainsi les Conventions de Genève.

## Conditions de détention
Certains députés européens ont qualifié le camp de Guantánamo de « zone de non-droit ».
D'après le peu d'informations disponibles, il est possible d'avancer que :
- les détenus, lors de l'ouverture de la prison, ont passé la majorité de leur temps dans des cellules individuelles de 2 mètres sur 2, éclairées continuellement. Depuis, des bâtiments en dur ont été construits ;
- les détenus peuvent être interrogés à n'importe quel moment de la journée ou de la nuit ;
- lorsqu'ils sont déplacés, les détenus ont les mains et les pieds menottés et un sac de toile est placé sur leur tête pour les empêcher de voir ;
- les visites sont limitées (y compris celles des familles et des avocats) ;
- le dialogue entre prisonniers est restreint ;
- des soupçons d'actes de tortures (psychologiques et physiques) pèsent sur la prison (des organisations non gouvernementales telles qu'Amnesty International en font régulièrement les échos)[38] ;

En mars 2005, Anne-Marie Lizin, présidente du Sénat belge agissant pour l'OSCE, visite le site. Elle déclare ensuite que « les conditions de détention des prisonniers y sont meilleures qu'en Belgique ».
Mais elle précise également que cette prison « continue de nuire gravement à la réputation des États-Unis » et que le pays devrait la démanteler avant 2008. La sénatrice belge décrit les conditions de vie en indiquant notamment qu'« une flèche peinte sur le sol indique la direction de La Mecque » et que « chaque détenu reçoit un exemplaire du Coran dans sa propre langue, un tapis de prière, un misbaha, des draps, du savon, une tenue ainsi que des sandales. » L'appel à la prière est annoncé cinq fois par jour par haut-parleur et « les gardiens (qui seraient copieusement injuriés par les détenus) ne peuvent communiquer avec eux que par gestes ».
Le 10 juin 2006, pour la première fois depuis l'ouverture du camp Delta en 2002 et après de nombreuses tentatives de suicides, trois détenus de Guantánamo (deux Saoudiens et un Yéménite) sont retrouvés morts, pendus dans leur cellule. Cet évènement ravive les appels à fermer Guantánamo et les questions sur le statut des prisonniers. Le contre-amiral Harris, commandant de la base, déclare qu'« il ne s'agit pas d'un acte de désespoir, mais d'un acte de guerre asymétrique contre nous ». Les familles des deux Saoudiens doutent de la thèse du suicide d'autant plus que d'après leur avocat « la base exerce un contrôle rapproché et continu sur les prisonniers par une surveillance individuelle ou par des caméras opérant 24 heures sur 24 ».
En 2013, un juge américain ordonne l'arrêt de la fouille des parties intimes des détenus, dont les parties génitales ; elle peut reprendre en août 2014 à la suite d'une décision d'un panel de juges fédéraux américains. Ceux-ci estiment que fouiller les parties intimes des détenus habillés est « une précaution de sécurité raisonnable » qui permet d'améliorer « la sécurité des gardiens et des autres détenus en empêchant efficacement la dissimulation de médicaments ou le passage frauduleux de matériels dangereux », toutefois « à aucun moment les parties génitales du détenu ne seront exposées à la vue des gardiens ».

### Tortures

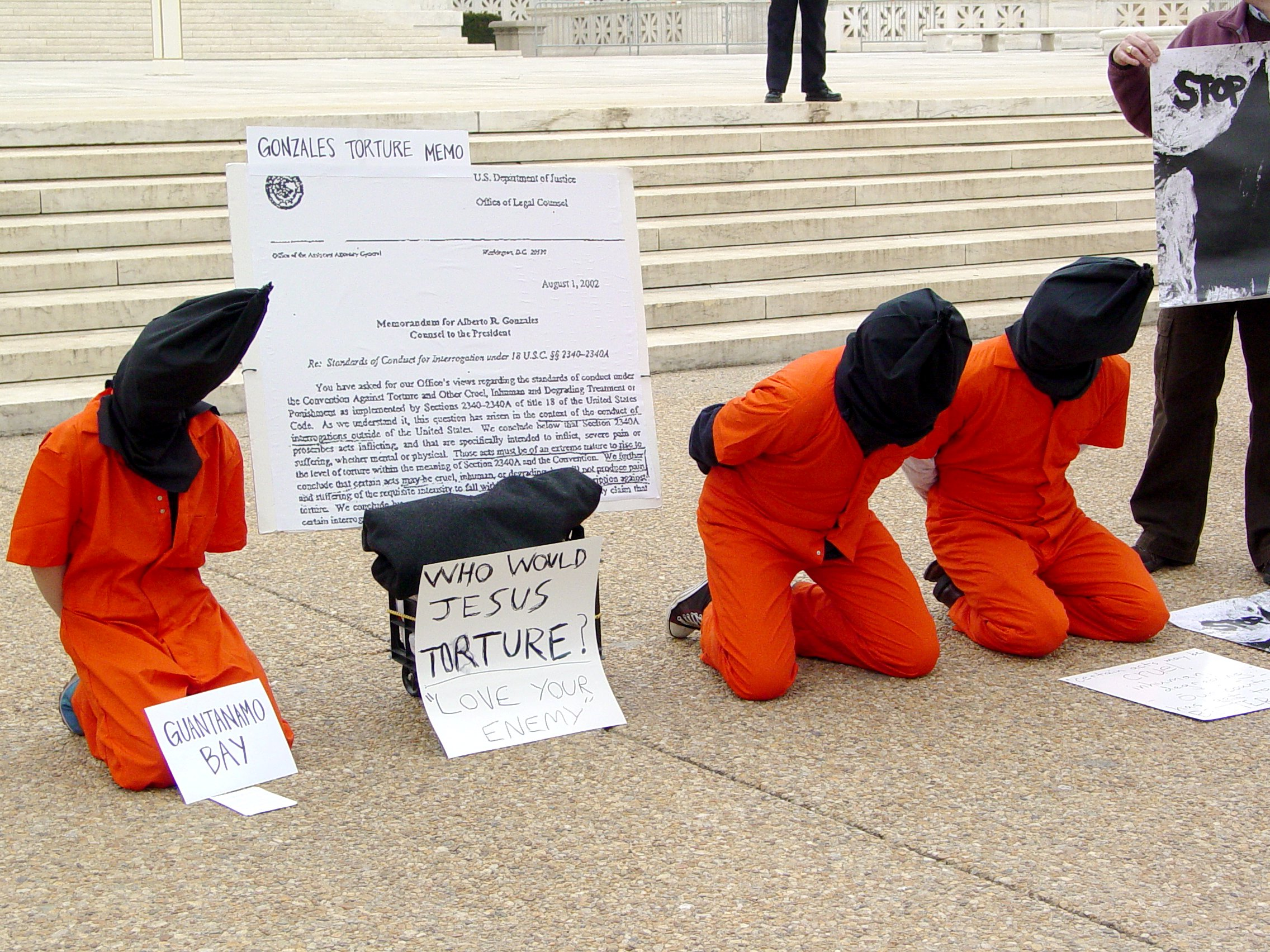
Manifestation à Washington contre les conditions de détention de Guantánamo.

Selon plusieurs témoignages, et documents, les détenus sont soumis à des traitements dégradants et à diverses tortures au sein de la prison et au cours de leurs interrogatoires.
À la suite de la loi américaine sur la liberté d'information, l'American Civil Liberties Union (ACLU), la plus importante organisation de défense des droits de l'homme aux États-Unis, parvient à se procurer plusieurs courriels qu'un agent du FBI a envoyé au directeur, Robert Mueller. Ces courriels datent de 2003 et 2004. Cet agent décrit plusieurs scènes de tortures dont il a été le témoin. Peu après leurs divulgations, l'armée américaine annonce l'ouverture d'une enquête. Le 11 juillet 2003, le porte-parole de la Maison-Blanche, Tony Snow, assure que les prisonniers ont toujours été traités humainement.
Le 22 juillet 2008, le juge militaire Keith J. Allred décide de ne pas retenir les aveux de Salim Hamdan, dont le procès s'est ouvert la veille à Guantánamo, considérant qu'ils ont été obtenus « sous une forte contrainte » sur la base de Bagram, en Afghanistan, après sa capture fin 2001 : il établit que l'accusé avait les pieds et mains liés 24 heures sur 24, était à l'isolement complet et qu'un soldat lui avait mis un genou entre les omoplates et lui avait ordonné de « parler ». Le juge militaire estime en revanche que l'enfermement à Guantánamo ne constituait pas une « contrainte inhérente ». En créant les commissions militaires fin 2006, le Congrès américain a refusé les aveux obtenus sous la torture mais n'a pas interdit ceux obtenus à l'issue d'interrogatoires musclés ou humiliants. D'autres décisions invalidant les confessions obtenues sous la torture suivent, par exemple à l'égard de Mohammed Jawad, qui avait 12 ans à l'époque où il a été capturé.
En juillet 2008, la presse publie un document de l'armée américaine, issu du programme SERE (Survival, Evasion, Resistance and Escape) donnant des consignes de tortures, inspirées d'un article du sociologue Albert D. Biderman de 1957 décrivant celles utilisées par des interrogateurs chinois lors de la guerre de Corée,.

### Affaire du Coran profané
Le 30 avril 2005, le magazine Newsweek annonce qu'un militaire américain aurait jeté un exemplaire du Coran dans les toilettes. Cette annonce crée de violentes manifestations anti-américaines dans le monde musulman, notamment en Afghanistan où l'on dénombre une quinzaine de morts à la suite de manifestations sanglantes. Le Pentagone dément immédiatement cette information. Le 15 mai 2005, Newsweek revient sur son information et déclare que sa source anonyme se serait trompée. Pour sa part, le mollah Abdul Salam Zaeef (en), ancien ambassadeur taliban au Pakistan qui a été détenu de 2002 à 2005, révèle qu'une telle profanation a eu lieu en 2002 au camp de l'aéroport de Kandahar, où les prisonniers étaient regroupés avant de partir pour Guantánamo.

### Grève de la faim
Le 1er septembre 2005, selon des avocats, au moins 210 détenus (76 selon l'armée américaine) sont en grève de la faim pour protester contre leur détention illimitée. Une porte-parole de l'armée déclare que « Le nombre de grévistes change tous les jours », sans vouloir préciser depuis combien de temps les 76 détenus décomptés par l'armée ont commencé à ne plus se nourrir. Elle ajoute qu'« Ils sont traités aussi bien que possible ».
Dès le 21 juillet 2005, un porte-parole de l'armée est forcé d'admettre qu'environ cinquante détenus ont cessé de se nourrir. Il précise également que les grévistes ont été placés sous perfusion et alimentés contre leur volonté, par sonde nasale (sonde introduite dans l'estomac par le nez), pour empêcher leur déshydratation.
Le Centre pour les droits constitutionnels (CCR), dont les avocats défendent plusieurs dizaines de détenus, déclare que toute cette affaire pourrait cesser immédiatement si l'armée autorisait les avocats à rencontrer leurs clients.
En avril 2013, les 130 détenus qui sont encore en grève de la faim depuis plusieurs semaines sont nourris de force par sondage naso-gastrique, et leur transfert reste bloqué,.

### Annulation de la visite de l'ONU et son rapport
Le 18 novembre 2005, l'ONU annule sa visite du camp de la baie de Guantánamo qui est prévue pour le 6 décembre 2005, car Washington refuse que les trois membres de l'ONU (l'Autrichien Manfred Nowak, rapporteur spécial sur la torture chargé du dossier, la Pakistanaise Asma Jahangir, s'occupant du respect de la religion dans la prison et l'Algérienne Leila Zerrougui, chargée des questions sur la détention arbitraire), parlent librement et sans témoins aux détenus.
Six mois auparavant, Manfred Nowak avait déclaré : « le fait que l'accès aux prisonniers ait été refusé pendant si longtemps aux enquêteurs de l'ONU est un signe qu'ils souhaitent dissimuler certaines choses à la vue du public ».
Publié le 15 février 2006, un rapport de l'ONU demande de « fermer les installations de détention de Guantánamo sans délai supplémentaire » et que « soient jugés rapidement tous les détenus de Guantánamo » ou « libérés immédiatement ». Les critiques des conditions de détention portent surtout sur les limites floues entre certaines techniques d'interrogatoire qui peuvent être assimilées à de la torture et de ce fait, il est demandé que « toutes les techniques spéciales d'interrogatoire autorisées par le département de la défense soient révoquées immédiatement ». Ce rapport est immédiatement dénoncé par l'administration américaine, qui l'accuse de se fonder uniquement sur des rumeurs. Il est en outre rappelé que les conditions de détention demandées dans le rapport sont celles valables en temps de paix, alors que le gouvernement américain considère les détenus comme des prisonniers de guerre.

### Publication de comptes rendus d'audience par le département de la Défense
À l'issue d'une bataille juridique de dix-huit mois avec l'agence de presse Associated Press (AP), le Pentagone est contraint de publier sur son site web officiel des comptes rendus d'audience des prisonniers. La justice fédérale accède à la requête de l'agence en s'appuyant sur le Freedom of Information Act (FOIA).
Les documents présentent 5 000 pages de rapport. 317 noms de détenus sont révélés (sur environ 760 détenus passés par Guantánamo et 490 restants fin mars 2006), ainsi que de très nombreuses précisions sur les méthodes d'interrogatoire des geôliers. Le 3 mars 2006, le magazine Time publie le procès-verbal intégral du « détenu 063 ».

## Détenus de Guantánamo
Il y a, à l'automne 2001, environ 750 détenus originaires d'une vingtaine de pays différents. De 2001 à 2004, plus de 200 prisonniers sont relâchés ; beaucoup sont jugés dans leurs pays d'origine, comme les six prisonniers de nationalité française ou ceux bénéficiant d'amnistie, dont plusieurs centaines d'Afghans. En avril 2006, 560 personnes sont emprisonnées à Guantánamo, nombre qui est descendu à 275 en mai 2008 et à 192 en janvier 2010, un an après l'échéance fixée par un décret présidentiel du président Barack Obama ordonnant la fermeture du centre. Ce chiffre est descendu à 171 détenus fin février 2012. 

Au total, 779 personnes sont passées par cet établissement entre 2002 et décembre 2008, dont cinq se sont suicidées fin 2008. En septembre 2012, Adnan Fahran Abdul Latif est le 9e détenu suicidé de la base.

### Documentaires
- (en) GITMO-The New Rules of War de Atmo films, janvier 2006
- (en) The Road to Guantánamo de Michael Winterbottom
- (en) The Guantánamo Guidebook est une reconstruction de Guantánamo au Royaume-Uni qui fut diffusé sur Channel 4 en 2005
- (en) This Is Camp X-Ray de Damien Mahoney, 2004
- Camp Delta, Guantánamo 2006, un documentaire radiophonique de Frank Smith (Camp Delta, Guantánamo 2006, France Culture, 30 avril 2006)
- Sous la cagoule : un voyage au bout de la torture, film documentaire de Patricio Henríquez, Les Films du Paradoxe, Bois-Colombes, 2010, 1 h 23 min (DVD)